# テトラビニルメタン
テトラビニルメタン（英語: tetravinylmethane）は、化学式が C
9H
12 で表される有機化合物で、中央の炭素原子にビニル基が4つ結合している。複数の異なるルートで合成される。